# Пикок, Артур
А́ртур Ро́берт Пико́к (англ. Arthur Robert Peacocke; 29 ноября 1924 — 21 октября 2006) — британский биохимик и теолог, лауреат Темплтоновской премии (2001).

## Биография
Получил образование в Уотфордской школе для мальчиков, колледже Эксетера, в Оксфорде (бакалавр искусств (1945), магистр искусств (1948), бакалавр наук (1947), доктор философии (1948), доктор наук (1962), доктор богословия (1982)), а также в университете Бирмингема.
В университете Бирмингема он остался преподавать (1948-1959). Спустя 11 лет был назначен преподавателем биохимии Оксфордского университета и тьютором в колледже Св. Петра. В 1960 он получил право проповеди в оксфордской епархии Англиканской церкви и занимал это положение до 1971 года, когда был рукоположен в сан священника. С 1973 по 1984 годы он был деканом, тьютором и директором исследовательской программы в области богословия Клэр-колледжа в Кембридже, получив степень доктора наук (ScD) Кембриджского университета. В 1984 в течение года был профессором иудео-христианских исследований университета штата Луизиана. В 1985 году вернулся в Оксфорд, став директором Центра Иена Рамсея, и занимал эту должность также в 1988, 1995 и 1999 годах. Он был назначен почетным капелланом Церкви Христа в Оксфорде в 1988 и почетным каноником в 1994. В 1994 г. он становится профессором Джорджтаунского университета в области междисциплинарных исследований.
Артур Пикок занимал должность Президента Форума по науке и религии с 1995 года до своей смерти, с 1986 года член «Института религии в век науки», с 1987 по 1992 гг. куратор «Общества рукоположенных ученых», а с 1992 года до своей смерти заслуженный смотритель, член совета «Европейского общества по изучению науки и теологии» (ESSSAT). 
Артур Пикок женился на Розмари Манн 7 августа 1948 года. У них родились дочь Джейн (род. 1953) и сын Кристофер, ставший впоследствии философом.

## Взгляды
В студенческие годы разделял, по личному признанию, взгляды мягкого агностицизма. Но по совету одного профессора занялся изучением теологии, благодаря которой развил собственную программу диалога науки и религии. Известен как сторонник панентеизма, эмерджентного (иногда эмерджентистского) монизма и теистического натурализма. Связанные между собой, три направления его научно-богословской мысли были основным контуром предложенной им программы диалога между наукой и религией. 

## Награды и звания
- Премия Пьера Леконта дю Нуи (1983)
- Почётная степень доктора университета Де По (1983)
- Почётная степень доктора Джорджтаунского университета (1991)
- Кавалер Ордена Британской империи (1993)
- Лауреат Темплтоновской премии (2001)

## Публикации
- Пикок А. От науки к Богу. Новые грани восприятия духовности. Фаир-Пресс, 2002, 304 с. - ISBN 5-8183-0515-5
- Пикок А. Богословие в век науки. Модели бытия и становления в богословии и науке. М., ББИ, 2004. 416 с. - ISBN 5-89647-096-7
- Пикок А. Эволюция - тайный друг веры. М., ББИ, 2013. 375 с. - ISBN 978-5-89647-272-8